# Mannesmann Precision Tubes
Mannesmann Precision Tubes GmbH ist ein Hersteller von kaltgezogenen nahtlosen und geschweißten Präzisionsstahlrohren sowie Produzent geschweißter maßgewalzter Präzisionsstahlrohre. Neben mehreren deutschen Werken gehören zum Unternehmen auch Produktionsstandorte in Frankreich, den Niederlanden und Mexiko. Das Unternehmen ist eingebettet in den Geschäftsbereich Mannesmann des Salzgitter-Konzerns.

## Geschichte
Nur wenige Jahre nach der Erfindung ihres Verfahrens zur Herstellung von nahtlosen Stahlrohren, begannen die Brüder Reinhard und Max Mannesmann 1888 auch die Produktion von Präzisionsstahlrohren. Mannesmann prägte dabei den Namen der gesamten Produktgruppe.
Gemeinsam mit Krupp-Hoesch gründete Mannesmann 1993 für ihre Präzisionsrohrproduktion das Gemeinschaftsunternehmen MHP Mannesmann Hoesch Präzisrohr GmbH mit Sitz in Hamm. Nachdem Mannesmann 1997 zum alleinigen Eigentümer wurde, änderte das Unternehmen seinen Namen in MHP Mannesmann Präzisrohr GmbH.
Im Jahr 2000 übernahm die Salzgitter AG die Mannesmannröhren-Werke und deren Tochtergesellschaften. Damit wurde auch MHP Mannesmann Präzisrohr GmbH Teil des Salzgitter-Konzerns. In den folgenden Jahren wurde der Präzisrohrbereich erweitert und auch auf andere Länder ausgedehnt. Übernommen wurden der traditionsreiche französische Präzisrohrhersteller Vallourec Précision Etirage SAS, heute Mannesmann Precision Tubes France SAS, das Vallourec-Werk für warmgewalzte Rohre in Zeithain, heute Mannesmannröhren-Werk GmbH und Bresmex Tuberia in Mexiko, heute Mannesmann Precision Tubes Mexico S.A. de C.V. Unter der Bezeichnung Salzgitter Mannesmann Precision GmbH und seit Oktober 2017 als Mannesmann Precision Tubes GmbH hat sich das Unternehmen als führender europäischer Hersteller von Präzisionsstahlrohren etabliert.

## Produkte
Das Lieferprogramm von Mannesmann Precision Tubes umfasst
- nahtlose Präzisionsstahlrohre mit besonderer Maßgenauigkeit nach EN 10305-1
- geschweißte Präzisionsstahlrohre mit besonderer Maßgenauigkeit nach EN 10305-2
- geschweißte, maßgewalzte Präzisionsstahlrohre nach EN 10305-3
- nahtlose, warmgewalzte Stahlrohre (Luppen und adjustierte Rohre)[4]